# Nueva Rock
Der Nueva Rock (spanisch Roca Nueva, im Vereinigten Königreich Novel Rock, beiderseits sinngemäß übersetzt Neuer Felsen) ist ein vom Meer überspülter Klippenfelsen im Archipel der Adelaide- und Biscoe-Inseln westlich der Antarktischen Halbinsel. Er liegt südlich von Cono Island und westlich des Cox Reef vor dem südlichen Ende der Adelaide-Insel.
Sein Name erscheint erstmals auf einer argentinischen Landkarte aus dem Jahr 1957. Das Advisory Committee on Antarctic Names übertrug die dortige Benennung 1964 in einer Teilübersetzung ins Englische.